# Baltischer Bahnhof (Sankt Petersburg)

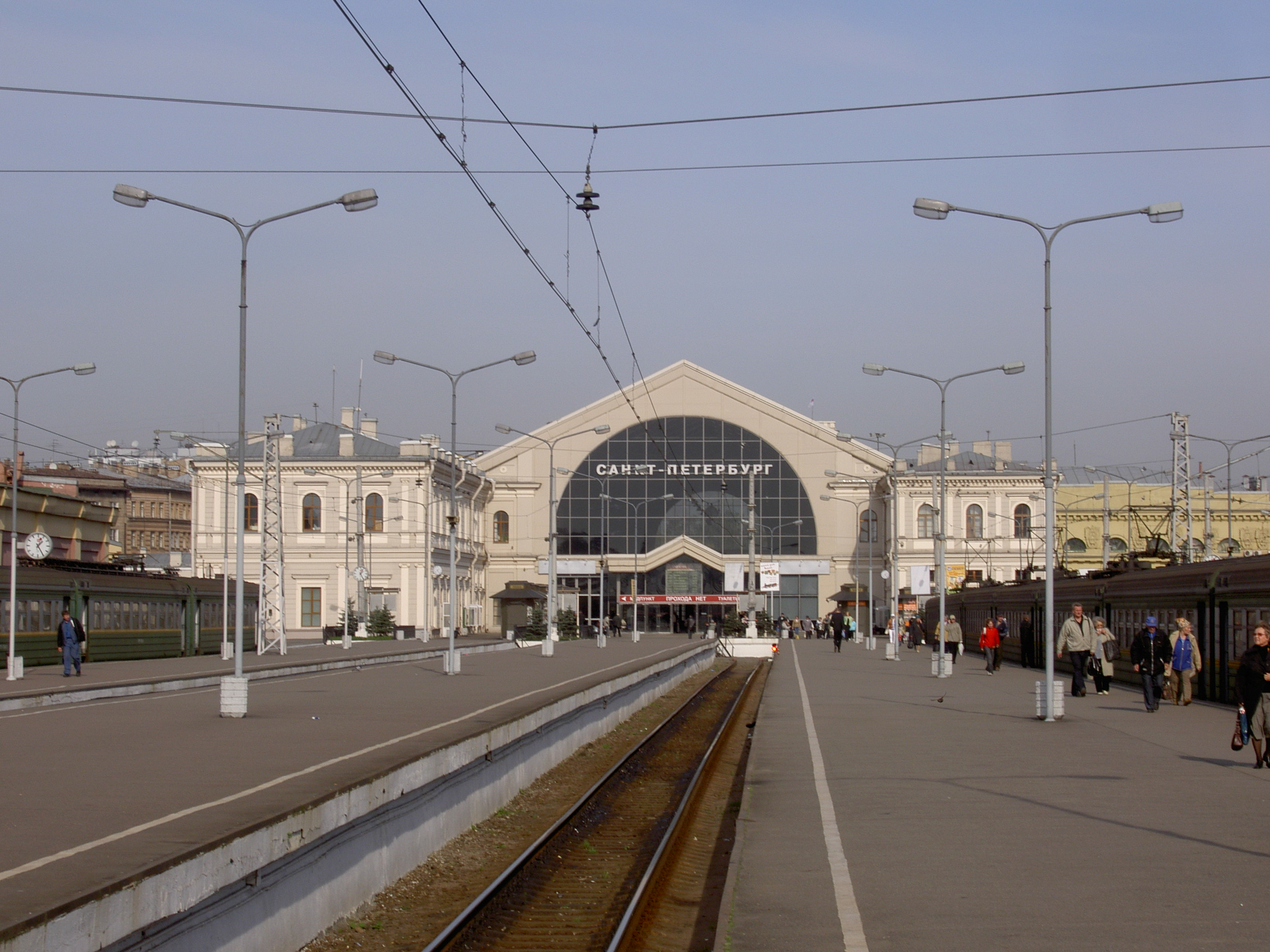
Baltischer Bahnhof: Empfangsgebäude und Bahnsteige

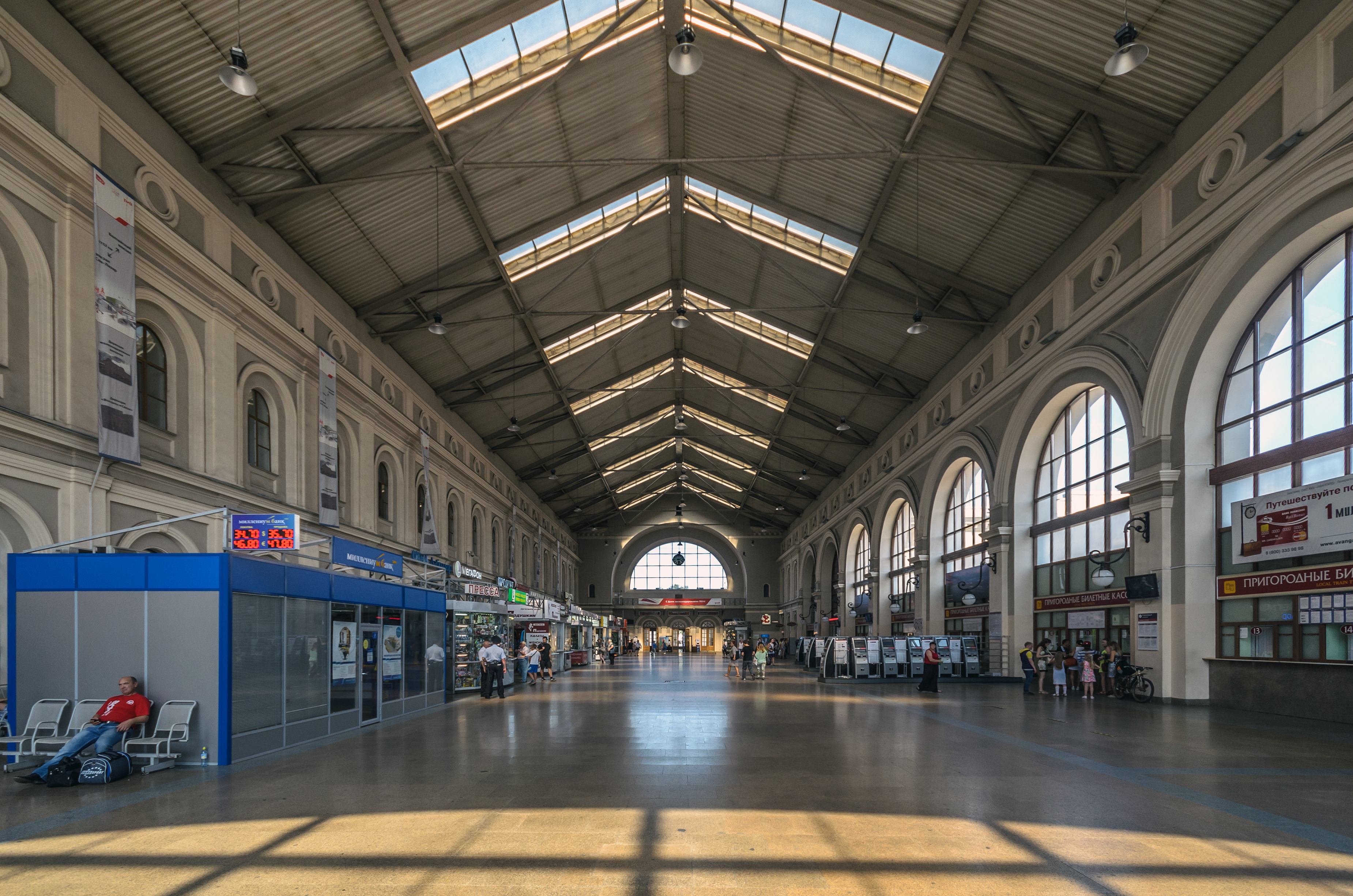
Wartehalle Bahnhof

Der Baltische Bahnhof (russisch Санкт-Петербург-Балтийский / Sankt-Peterburg-Baltijski oder Балти́йский вокза́л / Baltijski woksal) ist ein Personenbahnhof in der russischen Stadt Sankt Petersburg. Er wurde im Jahre 1855 errichtet und ist einer der fünf (davon vier in Betrieb befindliche) Kopfbahnhöfe der Stadt.

## Geschichte
Der Bahnhof entstand im Zuge der Verlegung der Eisenbahnstrecke von Sankt Petersburg nach Peterhof in den 1850er-Jahren. Ursprünglich daher als Peterhofer Bahnhof bezeichnet, wurde er als der Petersburger Endbahnhof der Strecke konzipiert und in den Jahren 1855 bis 1858 fertiggestellt, wobei die Zugabfertigung von hier aus im Juli 1857 aufgenommen wurde. Das bis heute erhaltene und als solches genutzte Empfangsgebäude entstand ebenfalls 1855–1858 nach einem Entwurf des Architekten Alexander Krakau. Der zweiflügelige Bau wurde stilistisch an die klassizistisch geprägte Petersburger Innenstadt angelehnt. Der linke Seitenflügel wurde ursprünglich speziell für die Nutzung durch die Zarenfamilie errichtet.
1872 erhielt der Bahnhof seinen heutigen Namen, nachdem die Peterhofer Eisenbahn von der Baltischen Eisenbahn gekauft und über Krasnoje Selo und Gattschina mit deren 1870 eröffneter Strecke nach Reval (heute Tallinn) verbunden worden war.
Größere Umbauten des Bahnhofs wurden in den 1930er- und 1950er-Jahren vorgenommen. Seit 1933 werden vom Baltischen Bahnhof ausschließlich Nahverkehrszüge und keine Fernzüge mehr abgefertigt. 1955 wurde bei der Eröffnung der Metro Sankt Petersburg der linke Seitenflügel des Bahnhofsgebäudes um das Eingangsvestibül der U-Bahn-Station Baltijskaja erweitert, was die Symmetrie der Fassade beeinträchtigt hat. Anfang der 2000er-Jahre wurde der Bahnhof nochmals saniert.

## Heutige Nutzung
Heute wird der Bahnhof fast ausschließlich von Regionalzügen (sogenannten Elektritschkas) bedient, die die Bahnlinie in Richtung der estnischen Grenze befahren. Bekannte Fahrziele vom Baltischen Bahnhof aus sind neben Peterhof unter anderem Iwangorod, Gattschina und Kingissepp. Die einzige Schnellzugverbindung besteht ins 165 km südlich gelegene Luga.